# Heinz-Günther Lehmann
Heinz-Günther Lehmann, pseud. Hase (ur. 6 marca 1923 w Zeitz, zm. 24 czerwca 2006 w Göppingen) – pływak niemiecki, mistrz Europy, wielokrotny mistrz Niemiec, olimpijczyk.
W 1950 w Wiedniu zdobył tytuł mistrza Europy na dystansie 1500 m stylem dowolnym. Na tych samych mistrzostwach sięgnął po brązowy medal na 400 m stylem dowolnym. Był jednym z pierwszych uhonorowanych prestiżową niemiecką nagrodą sportową Silbernes Lorbeerblatt przez prezydenta Theodora Heussa. W latach 1942–1954 zdobył łącznie 24 indywidualne tytuły mistrza Niemiec na różnych dystansach, wszystkie w stylu dowolnym. Z mniejszym powodzeniem startował na olimpiadzie w Helsinkach w 1952.
Był kolejno zawodnikiem klubów SV Zeitz, MTV Braunschweig i ASV 06 Aachen.

## Medale mistrzostw Europy
- 1950 – 1. miejsce (1500 m stylem dowolnym), 3. miejsce (400 m stylem dowolnym)

## Tytuły mistrza Niemiec
- 100 m stylem dowolnym – 1947
- 200 m stylem dowolnym – 1943, 1947, 1948, 1950, 1951, 1952, 1953
- 400 m stylem dowolnym – 1942, 1943, 1947, 1948, 1949, 1950, 1951, 1952, 1953, 1954
- 1500 m stylem dowolnym – 1942, 1949, 1950, 1951, 1953, 1954